# Krotoszyn
Krotoszyn este un oraș în Polonia.